# Thao Giang
Thao Giang (tên thật là Nguyễn Văn Vĩnh) sinh năm 1948 tại Hà Nội là nhạc sĩ Việt Nam, được tặng Giải thưởng Nhà nước về Văn học Nghệ thuật năm 2022. Ông là một tên tuổi lớn của nghệ thuật đàn nhị chuyên nghiệp Việt Nam thế kỷ 20.

## Tiểu sử
Thao Giang tên thật là Nguyễn Văn Vĩnh, sinh ngày 22 tháng 7 năm 1948 tại Hà Nội.
Năm 8 tuổi, trong một lần tình cờ, ông ghi danh vào lớp sơ cấp khóa 1 của Trường Âm nhạc Việt Nam (nay là Học viện Âm nhạc Quốc gia Việt Nam). Năm 1967, ông tốt nghiệp hệ trung cấp đàn nhị và được giữ lại trường làm giảng viên. Cùng với (cố) NGND Xuân Khải, Thao Giang là người đặt nền móng cho Khoa Âm nhạc truyền thống của Học viện Âm nhạc Quốc gia Việt Nam.
Ông qua đời ngày 24 tháng 10 năm 2023 tại Hà Nội.

## Sự nghiệp
Thao Giang là người có vốn am hiểu âm nhạc truyền thống của Việt Nam một cách sâu sắc. Cuộc đời ông gắn liền với âm nhạc truyền thống dân tộc, đặc biệt là nghệ thuật hát Xẩm và là một tên tuổi lớn của nghệ thuật đàn nhị chuyên nghiệp Việt Nam thế kỷ 20.
Thao Giang là tác giả của chùm tác phẩm nổi bật viết cho đàn nhị: Kể chuyện ngày mùa, Tình quê hương, Làng ven sông, Đan lưới... trong đó nổi tiếng nhất là Kể chuyện ngày mùa. Ngoài ra, ông còn sáng tác tác phẩm cho một số nhạc cụ dân tộc quen thuộc như: Hương rừng viết cho đàn tam thập lục, Ao cá Bác Hồ viết cho đàn tranh, Du thuyền trên sông Hương viết cho đàn bầu, Đường xa vui những tiếng đàn viết cho đàn tỳ bà...
Ông đã nghiên cứu, cải tiến thành công việc mở rộng âm vực cho cây đàn nhị để nó có thể độc tấu trên sân khấu. Cho đến nay, tất cả các cây đàn nhị trong nước đều được chế tạo theo công trình sáng kiến này của ông...
Ông chính là người khởi xướng hồi sinh nghệ thuật hát xẩm, có công tạo nên hát xẩm trong diện mạo đa dạng như ngày hôm nay. Ông từng nói về xẩm: nhân dân sáng tạo ra loại hình nghệ thuật này, nhân dân sẽ nuôi dưỡng nó và nuôi chính chúng ta, nếu chúng ra làm tốt.
Năm 2005, Thao Giang đã cùng với GS Phạm Minh Khang thành lập Trung tâm Phát triển nghệ thuật âm nhạc Việt Nam (thuộc Hội Nhạc sĩ Việt Nam). Thao Giang cũng đã tập hợp rất nhiều nghệ sĩ tài năng của nghệ thuật truyền thống Việt Nam tham gia "hồi sinh" xẩm ở Hà thành, gồm các nghệ sĩ Thanh Ngoan, Xuân Hoạch, Tự Cường, Thúy Ngần, Đoàn Thanh Bình, Văn Ty, Phạm Minh Khang, Hạnh Nhân... Lứa trẻ hơn có Mai Tuyết Hoa, Nguyễn Quang Long, Khương Cường...
Ông chính là "cha đẻ" của chương trình Hà thành 36 phố phường diễn ra vào các tối thứ bảy, chủ nhật hằng tuần trong khu vực phố cổ Hà Nội, gây được tiếng vang lớn. Ông là thầy của nhiều nghệ sĩ đàn nhị nổi tiếng như: Thế Dân, Sĩ Toán, Văn Hà..., ở bộ môn Hát xẩm có Khương Cường, Thu Phương, Vũ Đức Huy, Mai Thiện...
Ông cũng đã phát hành CD "Xẩm Hà thành", làm lễ giỗ tổ nghề xẩm ở Văn Miếu - Quốc Tử Giám, đứng sau chương trình "Đêm hát xẩm và trống quân mừng xuân Mậu Tý" năm 2008 tại Nhà hát Lớn Hà Nội.
Năm 2022, ông được trao tặng Giải thưởng Nhà nước về Văn học Nghệ thuật với cụm hai tác phẩm: Kể chuyện ngày mùa và Tình quê hương.

## Tác phẩm chính
- Viết cho đàn nhị: Kể chuyện ngày mùa, Tình quê hương, Làng ven sông, Đan lưới...
- Hương rừng viết cho đàn tam thập lục
- Ao cá Bác Hồ viết cho đàn tranh
- Du thuyền trên sông Hương viết cho đàn bầu
- Đường xa vui những tiếng đàn viết cho đàn tỳ bà...

## Vinh danh
- Giải thưởng Nhà nước về Văn học Nghệ thuật (2022)